# Walter Robert Lach
Walter Robert Lach, auch Robert Lach (* 26. Juni 1901 in Wien; † 8. April 1971 ebenda) war ein österreichischer Kameramann und Filmproduzent.

## Leben
Er besuchte die landwirtschaftliche Hochschule in Wien und begann Anfang der 20er Jahre ein Volontariat bei Regisseur und Produzent Jakob Fleck. Als zweiter Kameramann war er bei der Vita-Film in dieser Zeit an mehreren Produktionen beteiligt.
1925 fungierte er als Co-Kameramann neben Guido Seeber in dem Klassiker Die freudlose Gasse. Lach ging nun nach Berlin und arbeitete noch dreimal für Georg Wilhelm Pabst, daneben aber auch für mehrere andere Regisseure. 1934 verließ er Deutschland und filmte in den Niederlanden und in Österreich.
Von 1941 bis Kriegsende war er für die Kulturabteilung der Wien-Film tätig. 1947 gründete er mit Walter Hoessig die Produktionsfirma Hoela, die vorwiegend Kultur- und Dokumentarfilme herstellte. Er war mit der Schauspielerin Olga von Togni verheiratet.
Walter Robert Lach wurde am Friedhof der Feuerhalle Simmering (Abteilung 1, Gruppe 8, Ring 3, Nummer 81) bestattet.

## Filmografie
| - 1925: Die freudlose Gasse - 1926: Geheimnisse einer Seele - 1926: Man spielt nicht mit der Liebe - 1926: Ledige Töchter - 1927: Das edle Blut - 1927: Die Liebe der Jeanne Ney - 1928: Der Unüberwindliche - 1928: Das Spiel mit der Liebe - 1928: Geschlecht in Fesseln – Die Sexualnot der Gefangenen - 1929: Somnambul - 1929: Fräulein Fähnrich - 1929: Das Recht der Ungeborenen - 1929: Das verschwundene Testament - 1929: Die Frau im Talar - 1929: Eros in Ketten - 1929: Jugendtragödie - 1930: Eine Dirne ist ermordet worden - 1930: Karriere | - 1930: Bockbierfest - 1930: Drei Tage Mittelarrest - 1931: Arm wie eine Kirchenmaus - 1931: Seitensprünge - 1931: Wochenend im Paradies - 1931: Der Herr Finanzdirektor - 1932: Einmal möcht’ ich keine Sorgen haben - 1933: Die Blume von Hawaii - 1933: Ringende Menschen. Die Tragödie einer Familie - 1933: Tausend für eine Nacht - 1934: In Jesu Dienst - 1934: Op hoop van zegen - 1935: Uilenspiegel leeft nog - 1935: De Kribbebijter - 1938: Maja zwischen zwei Ehen - 1939: Nach Feierabend - 1939: Das jüngste Gericht - 1957: Egon, der Frauenheld (Co-Produktion) |